# Maria (księżna Viseu)
Maria de Avis (ur. 18 czerwca 1521 w Lizbonie, zm. 10 października 1577 tamże) – infantka portugalska, księżna Viseu.
Urodziła się jako córka króla Manuela I Szczęśliwego i jego trzeciej żony królowej Eleonory. Jej przyrodnimi braćmi byli przyszli królowie Portugalii Jan III Aviz i Henryk I Kardynał.
Infantka Maria zmarła niezamężnie i bezpotomnie.